# Mariano Pujadas
Mariano Pujadas cuyo nombre completo era Mariano José María Francisco Pujadas fue un guerrillero que nació el 14 de junio de 1948 en Barcelona, España y fue asesinado el 22 de agosto de 1972 en Trelew, provincia de Chubut, Argentina fue el fundador de la organización político-militar Montoneros en la provincia de Córdoba.
A fines de 1953 su familia se instaló en la pequeña localidad de Guiñazu, en la provincia de Córdoba, Argentina. En sus estudios Pujadas se destacó en matemáticas, ciencias naturales e idiomas; hizo la escuela secundaria en el Colegio Nacional de Monserrat y estudió agricultura en la Universidad de Nebraska, Estados Unidos, donde había sido becado.

## Actividad guerrillera
A su regreso a Argentina estudió agronomía en la Universidad Católica de Córdoba, donde comienza a militar en una organización estudiantil peronista: la Agrupación de Estudios Sociales AES. Esta agrupación, que participa en las movilizaciones previas al Cordobazo se fusionó luego con Montoneros. Junto a Emilio Maza interviene por primera vez en una operación de robos de autos en un garaje. El 1° de julio de 1970 unos 25 miembros de Montoneros ocupan diversos locales públicos en la localidad de La Calera pero por errores de la organización no solamente son detenidos muchos militantes y además muere Emilio Maza en un tiroteo, sino que cae en poder de la policía un fichero con los datos de integrantes de la organización y, además, pistas que conducen a la individualización de los militantes de Buenos Aires que habían asesinado al expresidente Pedro Eugenio Aramburu. Pujadas pasó a la clandestinidad pero en junio de 1971 fue detenido y recluido primero en la cárcel de Córdoba y, más adelante, al penal de Rawson.
El 15 de agosto de 1972 en una fuga masiva durante la cual fue asesinado el guardiacárcel Juan Gregorio Valenzuela, en la cual, por fallas en la organización, el segundo grupo de presos, entre los cuales estaba Pujadas, salió con retraso del penal y se quedó en el aeropuerto de Trelew rodeado por integrantes de la infantería de marina por lo cual debe entregarse, pronunciando previamente una arenga política ante la prensa. Fue trasladado detenido a la Base Naval Almirante Zar y se lo asesina junto con otros 15 presos en la llamada Masacre de Trelew el 22 de agosto de 1972.
El 14 de agosto de 1975 el grupo paramilitar Comando Libertadores de América asaltó la casa de sus padres José María Pujadas y Josefa Badell y los mató a tiros y luego despedazó con granadas al igual que a sus hermanos José María y María José de 28 y 18 años respectivamente, dejando con vida en la casa solamente a dos menores.
Todas los integrantes de la familia Pujadas fueron secuestrados en aquella madrugada, luego fueron trasladadas a una casa de campo situada en la ruta que une Córdoba con Alta Gracia, allí fueron tirados en una fosa y se hizo detonar una granada para terminar de matar a todas estas personas. Entre los cadáveres se encontraba un menor que salvó su vida de la detonación de la granada por encontrarse tapado por los cuerpos de las otras personas asesinadas.